# Округ Логан (Западна Вирџинија)
Округ Логан (енгл. Logan County) је округ у америчкој савезној држави Западна Вирџинија.

## Демографија
По попису из 2010. године број становника је 36.743, што је 967 (-2,6%) становника мање него 2000. године.
| Група             | 2000.          | 2010.          |
| Белци             | 36.157 (95,9%) | 35.285 (96,0%) |
| Афроамериканци    | 975 (2,6%)     | 788 (2,1%)     |
| Азијати           | 113 (0,3%)     | 101 (0,3%)     |
| Хиспаноамериканци | 202 (0,5%)     | 258 (0,7%)     |
| Укупно            | 37.710         | 36.743         |